# 志摩市立片田中学校
志摩市立片田中学校（しましりつかただちゅうがっこう）は三重県志摩市志摩町片田にあった公立の中学校。2009年（平成21年）5月現在の生徒数は75人。志摩市立小中学校再編基本計画により、2014年3月31日に閉校。志摩市立和具中学校、志摩市立越賀中学校と統合し志摩市立志摩中学校となった。

## 概要
校歌の2番にある「玲朧」（れいろう、玉のように美しく輝くさま）という言葉が学校のキーワードとなっており、学校通信や生徒の育成目標になっていた。
校地は、片田の集落から離れた北方にある。
- 校地面積：19,574m2[8]

生徒数
| 年度（年）     | 生徒数 |
| -------------- | ------ |
| 昭和22（1947） | 217    |
| 昭和25（1950） | 320    |
| 昭和35（1960） | 292    |
| 昭和45（1970） | 162    |
| 昭和55（1980） | 193    |
| 平成元（1989） | 115    |
| 平成10（1998） | 87     |
| 平成15（2003） | 86     |
| 平成21（2009） | 75     |

## 沿革
前身校時代
- 1947年（昭和22年）4月15日 - 片田小学校に併設し、「片田村立片田中学校」（初代）として開校。この日を創立記念日とする。

組合立校時代
三重県の「学校再配置」の指示により、隣接する船越村（現在の志摩市大王町船越）と一部事務組合である学校組合を結成、中学校の統合が実施された。しかし、当初から住民気質や教育方針等をめぐって折り合いが悪く片田校舎が完成してからは卒業式も別々に行われるようになった。
- 1948年（昭和23年）
  - 7月15日 - 船越村立船越中学校と合併し「船越村片田村学校組合立船越中学校[2]」に改称。片田中学校の生徒が船越中学校に移籍。（片田中学校の一時廃校）
  - 8月28日 - 片田村の生徒が船越中学校へ通学開始。
- 1950年（昭和25年）1月29日 - 片田校舎が完成し、片田村の生徒が片田校舎に移動する。
- 1953年（昭和28年）
  - 1月15日 - 「片田村船越村学校組合立片田中学校[1]」に昇格。旧船越中学校は片田中学校船越分校となる。
  - 9月7日 - 船越分校の新校舎が完成し、移転[10]。

村立校時代
- 1953年（昭和28年）10月1日 - 「片田村立片田中学校」（2代）に改称。船越分校は「船越村立船越中学校」（2代）として独立[10]。

町立校時代
- 1954年（昭和29年）12月1日 - 市町村合併により「志摩町立片田中学校」に改称。
- 1955年（昭和30年）
  - 7月19日 - 校章を制定。
  - 11月19日 - 文部省（当時）主催の「産業教育研究発表会」を開催する。
- 1957年（昭和32年）2月6日 - 校歌・校旗を制定。
- 1959年（昭和34年）9月26日 - 伊勢湾台風の被害を受ける。
- 1961年（昭和36年）4月15日 - 屋内運動場（体育館）落成式。
- 1969年（昭和44年）8月21日 - 陸上自衛隊による運動場の拡張工事が終了、完工式を催行。
- 1974年（昭和49年）5月1日 - 女子の制服を改定。
- 1988年（昭和63年）3月29日 - 新校舎竣工記念式典を挙行。
- 1989年（平成元年）4月27日 - テニスコートが完成。
- 1993年（平成5年）
  - 3月2日 - 新屋内運動場が落成。
  - 6月17日 - パソコン教室が完成。
- 1995年（平成7年）3月30日 - 新テニスコートが完成。
- 1997年（平成9年）4月10日 - 三重県同和教育研究協議会より「部落問題学習研究推進事業指定校」に指定される。
- 1998年（平成10年）9月5日 - 新校旗を制定。
- 2000年（平成12年）4月20日 - 三重県教育委員会より「心の教育推進地域指定事業実施校」に指定される。翌年にも継続指定を受ける。

市立校時代
- 2004年（平成16年）10月1日 - 「志摩市立片田中学校」に改称。
- 2006年（平成18年）12月20日 - 新潟県中越地震で被災した新潟県長岡市の2中学校にチャリティーバザーの収益など7万円を寄付[7]。
- 2014年（平成26年）
  - 3月25日 - 閉校式を挙行[6]。
  - 3月31日 - 閉校[4]。

### 受賞歴
- 1966年（昭和41年）12月2日 - 第14回東海三県学校図書館コンクール最優秀賞。
- 1975年（昭和50年）11月15日 - 三重県学校教育功労賞。
- 1991年（平成3年）12月25日 - 全国中学校人権作文コンテスト法務大臣賞。

## 施設
- 校舎（2,357m2[8]）
- 体育館（1,075m2[8]）
- テニスコート
- グラウンド（9,593m2[8]）

## 通学区

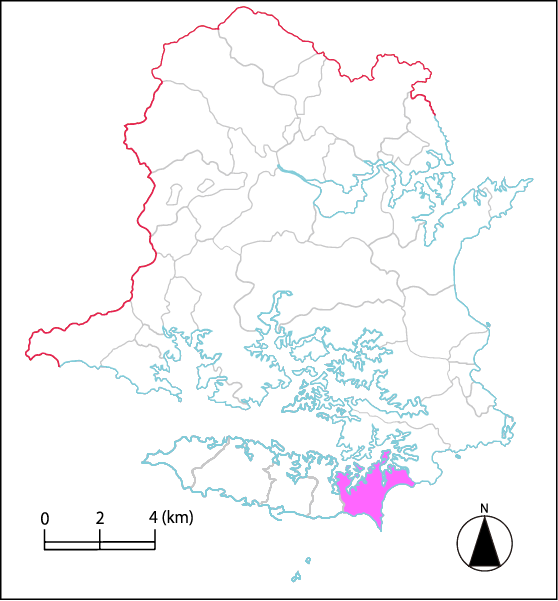
旧・片田中学校区

片田小学校区と同じであった。
- 志摩町片田

## 校歌
- 作詞：白鳥省吾
- 作曲：堀内敬三

3番まであり、1番に「片田中学校」が登場した。

## 学校行事
3・4・8月を除く毎月1週間を「授業公開週間」と称して、保護者だけでなく、地域住民にも授業を公開するという取り組みを実施していた。
- 4月 - 入学式、始業式
- 3月 - 卒業式、終業式

## 部活動
- 男子：野球部、卓球部
- 女子：バレーボール部、ソフトテニス部

### 過去の成績
- 1950年（昭和25年） - 三重県中学校排球大会女子の部優勝[8]。

## 進路
多くの生徒が高等学校へ進学していた。進学先は志摩市内の志摩高校・水産高校のほか、伊勢市への進学が多かった。

## 交通
- 三重交通片田稲荷前バス停より徒歩約7分（約613m）。
- 国道260号（本線）より北西方向へ約337m。

## 出身著名人
- 広海・深海 - 双子タレント[13]